# Cristina Businari
Cristina Businari (Roma, 10 ottobre 1949) è un'attrice ed ex modella italiana, vincitrice del concorso di bellezza Miss Italia 1967.

## Biografia

### Carriera
È stata incoronata Miss Italia nel 1967 a Salsomaggiore Terme. Ha partecipato anche al concorso di bellezza internazionale Miss Universo 1968.
Nel 1968 ha partecipato al film Lo voglio morto di Paolo Bianchini e nel 1976 fu tra i protagonisti del film I ragazzi della Roma violenta, crudo film-documento sui giovani dell'estremismo di destra romano di quell'epoca.
Tali attività rimangono le uniche per la Businari nel mondo dello spettacolo e della moda. La Businari ora lavora per la pubblicità.

## Filmografia
- Lo voglio morto, regia di Paolo Bianchini (1968)
- Il cielo rubato, regia di Theo Maria Werner - non accreditata (1974)
- I ragazzi della Roma violenta, regia di Renato Savino (1976)
- Racconti fantastici, regia di Daniele D'Anza - miniserie TV, episodio La caduta di Casa Usher (1979)